# Unia realna
Unia realna – związek dwóch lub większej liczby państw, oparty na wspólnych instytucjach państwowych. Unia realna rozwinęła się z unii personalnej. Państwa członkowskie tworzą w ramach unii realnej jeden podmiot prawa międzynarodowego, najczęściej – jedno państwo.

## Cechy konstytutywne
Wspólnymi instytucjami łączącymi kraje mogą być: parlament, rząd, waluta czy polityka zagraniczna, odrębnymi: wojsko, urzędy, administracja, sądownictwo i skarb. Obywatele państw członkowskich podlegają tym samym prawom we wszystkich państwach oraz mają możność osiedlania się na całym terytorium unii. Wspólny staje się także władca. W wyniku tej umowy państwa zostawały ze sobą związane tzw. partnerstwem strategicznym. Tworzono nowy akt prawny dla państw członkowskich, np. konstytucję. Na skutek tej unii suwerenność jednego państwa często podupadała na rzecz innych, bądź została utracona. W wielu przypadkach kultury państw członkowskich zlewały się w jedną, czy też jedna (najbardziej dominująca) przekształcała inne.
Unia realna zazwyczaj jest dalszym etapem rozwoju unii personalnej, np.: w Szkocji i Anglii unia personalna została zastąpiona unią realną w 1707 r. Częściowo za unię realną można też uznać relacje między Stolicą Apostolską a Watykanem wiązane w 1929 r., które poza wspólną osoba suwerena – papieża (unia personalna) mają też wspólne niektóre instytucje państwowe (np. Sekretariat Stanu Stolicy Apostolskiej reprezentuje Watykan w stosunkach międzynarodowych).

## Podłoże formalnoprawne
- forma – pisana
- treść – niepełna
- procedura powstawania:
  - uchwalana
  - oktrojowana
- sposób zmiany – sztywny
- okres zobowiązywania – stały

## Przykłady
| Nazwa                                                       | Data powstania | Data zakończenia |
| ----------------------------------------------------------- | -------------- | ---------------- |
| Unia Bretanii z Francją                                     | 1532           | brak             |
| Unia Norwegii z Danią                                       | 1537           | 1814             |
| Unia Polski z Litwą (nie była nią w pełni)                  | 1569           | 1791/1795        |
| Unia angielsko-szkocka                                      | 1707           | brak             |
| Unia Irlandii i Wielkiej Brytanii                           | 1800           | 1922             |
| Unia Finlandii z Rosją                                      | 1809           | 1917             |
| Unia Norwegii ze Szwecją                                    | 1814           | 1905             |
| Unia Zjednoczonego Królestwa Portugalii, Brazylii i Algarve | 1815           | 1822             |
| Unia Prus                                                   | 1829           | 1878             |
| Unia Królestwa Polskiego z Cesarstwem Rosyjskim             | 1832           | 1867             |
| Unia austriacko-węgierska                                   | 1867           | 1918             |

## Państwa powstałe z unii realnej
Współcześnie istniejące państwa o ustroju monarchicznym powstałe z unii realnej
| Państwo pełna nazwa                                          | części składowe                                          | tytuł monarchy | monarcha           | Od kiedy panuje |
| ------------------------------------------------------------ | -------------------------------------------------------- | -------------- | ------------------ | --------------- |
| Wspólnotowe Królestwo Danii (Rigsfællesskabet)               | Dania Wyspy Owcze Grenlandia                             | król           | Fryderyk X         | 2024            |
| Królestwo Hiszpanii                                          | Kastylia Aragonia Leon Nawarra Grenada Wyspy Kanaryjskie | król           | Filip VI           | 2014            |
| Królestwo Niderlandów                                        | Holandia Aruba Curaçao Sint Maarten                      | król           | Wilhelm-Aleksander | 2013            |
| Zjednoczone Królestwo Wielkiej Brytanii i Irlandii Północnej | Anglia Walia Szkocja Irlandia Północna                   | król           | Karol III          | 2022            |

## Państwa federalne
Przeczytaj również: Federacja
Do unii realnych można zaliczyć też państwa o ustroju republikańskim powstałe na skutek zjednoczenia mniejszych państw (krajów) w federację. Są to m.in.: Stany Zjednoczone, Brazylia, Wenezuela, Argentyna, Meksyk, Niemcy, Austria, Szwajcaria i Indie.
W dwóch państwach federalnych osoba będąca głową jednego z krajów członkowskich federacji pełni też funkcję głowy państwa w tejże federacji.
| Głowa państwa                  | Portret         | Państwo/ Kraj                                    | Pełniony urząd      | Od kiedy            |
| ------------------------------ | --------------- | ------------------------------------------------ | ------------------- | ------------------- |
| Abdullah                       |                 | Malezja · państwo federalne                      | władca              | od 31 stycznia 2019 |
| Abdullah                       | Pahang · stan   | sułtan                                           | od 15 stycznia 2019 |                     |
| Muhammad ibn Zajid Al Nahajjan |                 | Zjednoczone Emiraty Arabskie · państwo federalne | Prezydent           | 3 listopada 2004    |
| Muhammad ibn Zajid Al Nahajjan | Abu Zabi emirat | emir                                             | 2 listopada 2004    |                     |